# ليه إيفز
ليه إيفز هو شخصية أعمال وسياسي أمريكي، ولد في 27 يونيو 1967 في كونوي في الولايات المتحدة. نشط حزبياً في الحزب الجمهوري. وقد انتخب عضو مجلس نواب أركنساس ‏.